# Mikalay Zyanko
Mikalay Zyanko (tiếng Belarus: Мікалай Зянько; tiếng Nga: Николай Зенько; sinh ngày 11 tháng 3 năm 1989) là một cầu thủ bóng đá Belarus thi đấu cho FC Istiklol.

## Sự nghiệp

### Câu lạc bộ
Vào tháng 2 năm 2014 Zyanko ký hợp đồng với FC Slutsk, gia hạn hợp đồng tháng 1 sau đó, trước khi rời câu lạc bộ nhờ thỏa thuận đôi bên vào tháng 1 năm 2016.
Vào tháng 2 năm 2016 Zyanko ký hợp đồng với FC Granit Mikashevichi, nhưng rời câu lạc bộ vào tháng 7 năm 2016 do vấn đề tài chính của câu lạc bộ, nên ký hợp đồng với câu lạc bộ Moldova FC Milsami Orhei.
Vào tháng 8 năm 2017 Zyanko trở lại Belarus, ký hợp đồng với FC Slavia Mozyr, rời câu lạc bộ cuối mùa giải sau khi xuống hạng.

## Thống kê sự nghiệp

### Câu lạc bộ
Tính đến trận đấu diễn ra ngày 24 tháng 5 năm 2018
| Câu lạc bộ          | Mùa giải            | Giải vô địch                             | Giải vô địch | Giải vô địch | Cúp Quốc gia | Cúp Quốc gia | Châu lục | Châu lục  | Khác    | Khác      | Tổng    | Tổng      |
| Câu lạc bộ          | Mùa giải            | Hạng đấu                                 | Số trận      | Bàn thắng    | Số trận      | Bàn thắng    | Số trận  | Bàn thắng | Số trận | Bàn thắng | Số trận | Bàn thắng |
| ------------------- | ------------------- | ---------------------------------------- | ------------ | ------------ | ------------ | ------------ | -------- | --------- | ------- | --------- | ------- | --------- |
| Slutsk              | 2014                | Giải bóng đá ngoại hạng Belarus          | 31           | 5            | 2            | 0            | -        | -         | -       | -         | 33      | 5         |
| Slutsk              | 2015                | Giải bóng đá ngoại hạng Belarus          | 18           | 0            | 3            | 1            | -        | -         | -       | -         | 21      | 1         |
| Slutsk              | Tổng                | Tổng                                     | 49           | 5            | 5            | 1            | -        | -         | -       | -         | 54      | 6         |
| Granit Mikashevichi | 2016                | Giải bóng đá ngoại hạng Belarus          | 11           | 0            | 1            | 0            | -        | -         | -       | -         | 12      | 0         |
| Milsami Orhei       | 2016–17             | Divizia Națională                        | 20           | 4            | 1            | 0            | -        | -         | -       | -         | 21      | 4         |
| Slavia Mozyr        | 2017                | Giải bóng đá ngoại hạng Belarus          | 5            | 0            | 0            | 0            | -        | -         | -       | -         | 5       | 0         |
| Istiklol            | 2018                | Giải bóng đá vô địch quốc gia Tajikistan | 8            | 2            | 0            | 0            | 6        | 2         | 1       | 1         | 15      | 5         |
| Tổng cộng sự nghiệp | Tổng cộng sự nghiệp | Tổng cộng sự nghiệp                      | 93           | 11           | 7            | 1            | 6        | 2         | 1       | 1         | 107     | 14        |

## Danh hiệu
Istiklol
- Siêu cúp bóng đá Tajikistan (1): 2018[10]